# Jidéhem

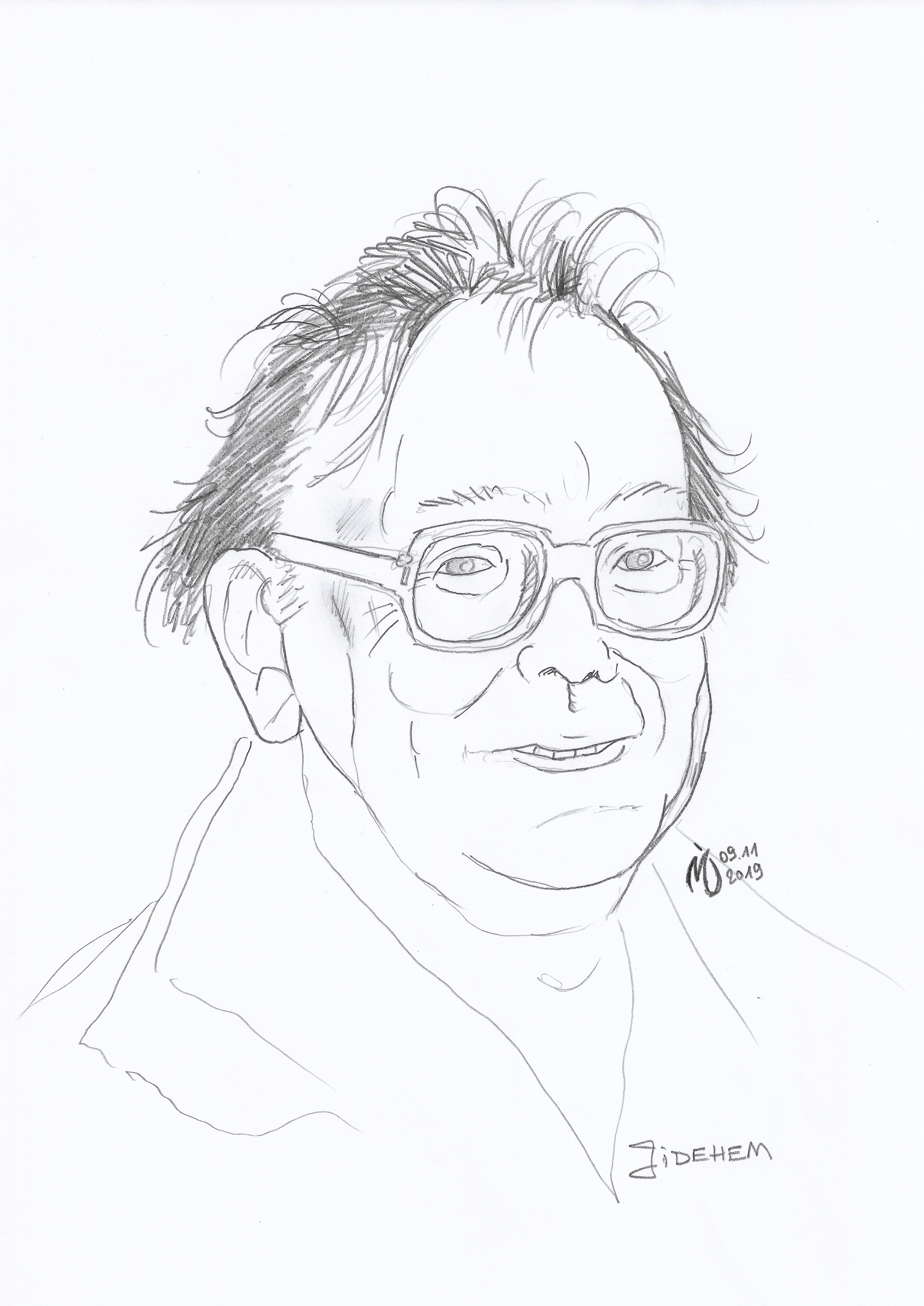
Jidéhem

Jidéhem („JDM“), eigentlich: Jean De Mesmaeker (* 21. Dezember 1935 in Brüssel; † 30. April 2017 ebenda) war ein belgischer Comicautor und ein wichtiger Vertreter des Zeichenstils École Marcinelle.

## Leben
Jidéhem wurde im Dezember 1935 in Brüssel geboren und interessierte sich schon früh für Comics.
Er begann als Kind die Abenteuer von Tim und Struppi nachzuzeichnen und beschloss dann an das Institut Saint-Luc zu gehen.
Jidéhem wurde außerdem stark von Maurice Tillieux und seiner Serie Félix beeinflusst, worauf er selbst eine Detektivserie mit dem Titel Ginger zeichnete, die 1954 im Magazin Héroïc-Albums veröffentlicht wurde. Zu diesem Zeitpunkt nahm er auch sein Pseudonym Jidéhem an. 1956 wurde die Serie abgebrochen und erst zwanzig Jahre später fortgesetzt.
1957 gelang es ihm durch Tillieux dem Magazin Spirou beizutreten, und Charles Dupuis schickte ihn zu André Franquin, um ihn bei seinen Serien Spirou und Fantasio und Gaston zu unterstützen.
Dort lernte Jidéhem auch seine spätere Ehefrau Gwendoline kennen, die Sekretärin von Yvan Delporte war, des Chefredakteurs bei Spirou seit 1955.
Jidéhem arbeitete zudem an den Serien Starter und Sophie. Mit Jaques Wauters zeichnete er die Serie Starter bis in die 1980er Jahre.
Zu Gaston sind mit Franquin über 500 Gags entstanden, was ihm sogar kurz die Hoffnung gab, die Serie übernehmen zu dürfen. Ein Charakter, den Franquin erfand, hatte Ähnlichkeiten mit dem Vater von Jidéhem, weshalb dieser den Namen Monsieur de Mesmaeker (im Deutschen: Herr Bruchmüller) erhielt. Die Zusammenarbeit an Gaston hielt bis 1967 an, als Franquin beschloss, die Serie Spirou und Fantasio abzugeben, um dadurch genügend Zeit zu haben, sich alleine auf Gaston zu konzentrieren.
Durch die langjährige Zusammenarbeit mit André Franquin sind auch mehrere Bände zu Spirou und Fantasio, wie beispielsweise Das Nest im Urwald, Z wie Zyklotrop und QRN ruft Bretzelburg, entstanden. Nicht zu vergessen sind aber auch die Serien Die Rasselbande mit Jean Roba und Natascha mit François Walthéry.
Jidéhem verstarb am 30. April 2017 im Alter von 81 Jahren in seiner Heimatstadt Brüssel.